# Warren (Connecticut)
Warren és una població dels Estats Units a l'estat de Connecticut. Segons el cens del 2005 tenia 1.361 habitants.

## Demografia
Segons el cens del 2000, Warren tenia 1.254 habitants, 497 habitatges, i 353 famílies. La densitat de població era de 18,4 habitants/km².
Dels 497 habitatges en un 29,8% hi vivien nens de menys de 18 anys, en un 63,6% hi vivien parelles casades, en un 5% dones solteres, i en un 28,8% no eren unitats familiars. En el 21,9% dels habitatges hi vivien persones soles l'11,1% de les quals corresponia a persones de 65 anys o més que vivien soles. El nombre mitjà de persones vivint en cada habitatge era de 2,52 i el nombre mitjà de persones que vivien en cada família era de 2,97.
Per edats la població es repartia de la següent manera: un 22,6% tenia menys de 18 anys, un 5,1% entre 18 i 24, un 28,3% entre 25 i 44, un 29% de 45 a 60 i un 14,9% 65 anys o més.
L'edat mediana era de 42 anys. Per cada 100 dones de 18 o més anys hi havia 105,1 homes.
La renda mediana per habitatge era de 62.798 $ i la renda mediana per família de 66.563 $. Els homes tenien una renda mediana de 50.469 $ mentre que les dones 35.250 $. La renda per capita de la població era de 36.801 $. Aproximadament el 2,8% de les famílies i el 3,3% de la població estaven per davall del llindar de pobresa.